# بيتر هورنياك
بيتر هورنياك (بالمجرية: Hornyák Péter)‏ مواليد 4 أكتوبر 1995 في دبرتسن، هو لاعب كرة يد مجري يلعب كجناح أيمن. مثل منتخب المجر لكرة اليد.

## سجل المنافسة
شارك في البطولات التالية:
- بطولة أوروبا لكرة اليد للرجال 2016

## روابط خارجية
- بيتر هورنياك على موقع الاتحاد الأوروبي لكرة اليد (الإنجليزية)